# Хаттаское княжество
Хаттаское княжество — феодальное государство, существовавшее в территории Афганистана в XVI—XVIII веках

## История
Княжество было образовано афганским (паштунским) племенем хаттак (англ. Khattak) в середине XVI века на правобережье Инда, в Пешаварской равнине и на территории восточного Кохата. Первым правителем был мелик Акор, вождь хаттаков, охранявший по поручению Великого Могола Акбара проходившие здесь караванные пути. Им была основана столица княжества, город Акора.
В XVII столетии в Акоре родился и правил Хухшаль-хан Хаттак (1613—1689), знаменитый афганский поэт, попытавшийся путём восстания освободиться из-под власти Могольской империи, но потерпевший неудачу. В 1739 году княжество подпадает под власть Надир-шаха Афшара, а в конце 1747 года влилось в афганскую Дурранийскую державу.

## Правители
Династия Хаттаки (1586—1730). Юго-Восточный Афганистан. Столица — Акора. Вассалы Моголов.
- Малик Чинджо (ок. 1560—1580).
- Малик Акор, сын (ок. 1580—1610, хан с 1586).
- Йахйа-хан, сын (ок. 1610—1630).
- Шахбаз-хан, сын (ок. 1630—1641).
- Хушаль-хан Хаттак (1641—1676, ум. 1690).
- Ашраф-хан, сын (1676—1683, ум. 1694).
- Бахрам-хан, брат (прет. 1676—1686).
- Афзал-хан, сын (1683—1710).
- сын (ок. 1710—1730).
- 1730 — завоевание Моголами[1].